# Anton Rauscher
Anton Rauscher SJ (* 8. August 1928 in München; † 21. Dezember 2020 in Augsburg) war ein deutscher Jesuit und Sozialethiker sowie Autor und Herausgeber.

## Leben
Anton Rauscher wurde kurz vor Ende des Zweiten Weltkrieges noch als Soldat in einer Pioniereinheit eingesetzt und konnte daraufhin erst nach Kriegsende sein Abitur machen. Er studierte zunächst von 1947 bis 1948 an der Philosophisch-theologischen Hochschule Freising und ab 1948 Philosophie, Theologie und Christliche Gesellschaftslehre an der Päpstlichen Universität Gregoriana  in Rom. Als Alumne des Collegium Germanicum et Hungaricum  empfing er am 10. Oktober 1953 in Rom die Priesterweihe durch Clemente Kardinal Micara, den Pro-Präfekten der Ritenkongregation. 1956 wurde er mit der Arbeit „Subsidiaritätsprinzip und berufsständische Ordnung in ‚Quadragesimo anno‘“ bei Gustav Gundlach zum Doktor der Theologie promoviert. Kurz darauf trat er 1956 der Ordensgemeinschaft der Gesellschaft Jesu bei und absolvierte sein Noviziat in Irland. Nach einer Dozentur für Sozialethik von 1957 bis 1960 an der Sophia-Universität in Tokio absolvierte er von 1960 bis 1964 ein Studium der Volkswirtschaftslehre an der Westfälischen Wilhelms-Universität Münster. 1968 habilitierte er sich im Fach Christliche Sozialwissenschaften.
Anton Rauscher wurde 1971 auf den Lehrstuhl für Christliche Gesellschaftslehre an der Universität Augsburg berufen. 1996 wurde er emeritiert. Er hatte ab 1998 eine Gastprofessur an der Sogang-Universität in Seoul inne.
1963 wurde er in Nachfolge von Gustav Gundlach SJ Direktor der Katholischen Sozialwissenschaftlichen Zentralstelle Mönchengladbach (KSZ). 2010 übergab er sein Amt an Peter Schallenberg.
Rauscher hat maßgebliche Werke zur Katholischen Soziallehre veröffentlicht. Zusammen mit Jörg Althammer, Wolfgang Bergsdorf, Otto Depenheuer ist er Herausgeber des „Handbuchs der Katholischen Soziallehre“. Er und seine Schwester Katharina Rauscher gründeten die „Stiftung zur Förderung der katholischen Soziallehre“.

## Ehrungen und Auszeichnungen
- Lorenz-Werthmann-Medaille des Deutschen Caritasverbandes
- Glatzel/Kleindienst (Hrsg.): Die personale Struktur des gesellschaftlichen Lebens, Festschrift für Anton Rauscher, 1993
- Verdienstorden der Bundesrepublik Deutschland (Verdienstkreuz am Bande; 1989)
- Ehrenmitgliedschaft des Verbandes der Wissenschaftlichen Katholischen Studentenvereine Unitas (UV) (1990)
- Österreichisches Ehrenkreuz für Wissenschaft und Kunst I. Klasse (1993)
- Ehrendoktorwürde der Katholischen Universität Lublin (1999)
- Verleihung des „Heinrich-Pesch-Preises“ (2003)
- Ehrendoktorwürde durch die Sogang-Universität in Seoul (2005)
- Verleihung der Stadtplakette der Stadt Mönchengladbach (2008)
- Augustin-Bea-Preis (2011)

## Schriften
- Subsidiaritätsprinzip und berufsständische Ordnung in „Quadragesimo anno“, 1958 (Dissertation)
- Die soziale Rechtsidee und die Überwindung des wirtschaftsliberalen Denkens. Hermann Roesler und sein Beitrag zum Verständnis von Wirtschaft und Gesellschaft, 1968 (Habilitation)
- Die Eigenart des kirchlichen Dienstes. Zur Entscheidung der katholischen Kirche für den „dritten Weg“, 1983
- Kirche in der Welt. Beiträge zur christlichen Gesellschaftsverantwortung (mit ausführlicher Bibliographie)
  - Band 1 und Band 2, 1988
  - Band 3, 1998
  - Band 4, 2006
- Wider den Rassismus. Entwurf einer nicht erschienenen Enzyklika (1938). Texte aus dem Nachlaß von Gustav Gundlach SJ, 2001
- mit Jörg Althammer (Hrsg.), Wolfgang Bergsdorf (Hrsg.), Otto Depenheuer (Hrsg.) et al.:  Handbuch der Katholischen Soziallehre, im Auftrag der Görres-Gesellschaft zur Pflege der Wissenschaft und der Katholischen Sozialwissenschaftlichen Zentralstelle, Duncker & Humblot 2008
- Reihe Soziale Ordnung (Hrsg.)
  - Selbstinteresse und Gemeinwohl. Beiträge zur Ordnung der Wirtschaftsgesellschaft, Band 5, Duncker & Humblot 1985
  - Die Frau in Gesellschaft und Kirche. Analysen und Perspektiven, Band 4, Duncker & Humblot 1986
  - Zukunftsfähige Gesellschaft. Beiträge zu Grundfragen der Wirtschafts- und Sozialpolitik, Band 12, Duncker & Humblot 1998
  - Arbeitsgesellschaft im Umbruch. Ursachen, Tendenzen, Konsequenzen, Band 14, Duncker & Humblot 2002
  - Immigration und Integration. Eine Herausforderung für Kirche, Gesellschaft und Politik in Deutschland und den USA, Band 15, Duncker & Humblot 2003
  - Die Bedeutung der Religion für die Gesellschaft. Erfahrungen und Probleme in Deutschland und den USA, Band 17, Duncker & Humblot 2004
  - Nationale und kulturelle Identität im Zeitalter der Globalisierung, Band 18, Duncker & Humblot 2006
  - Die fragile Demokratie / The Fragility of Democracy, Band 19, Duncker & Humblot 2007
  - Verantwortung in einer komplexen Gesellschaft / Responsibility: Recognition and Limits, Band 20, Duncker & Humblot 2010
  - Toleranz und Menschenwürde / Tolerance and Human Dignity, Band 21, Duncker & Humblot 2011
  - Das Eigentum als eine Bedingung der Freiheit / Property as a Condition of Liberty, Band 22, Duncker & Humblot 2013
  - Besinnung auf das Subsidiaritätsprinzip, Band 23, Duncker & Humblot 2015